# La Planète rouge (film, 1952)
Pour les articles homonymes, voir La Planète rouge.
Pour plus de détails, voir Fiche technique et Distribution.
La Planète rouge (Red Planet Mars) est un film de science-fiction américain de propagande anticommuniste réalisé par Harry Horner et sorti en 1952.

## Synopsis
Dans un futur indéterminé, alors qu'ils expérimentent le « tube à hydrogène », invention d'un scientifique nazi disparu peu après la fin du Troisième Reich, le couple de scientifiques Chris Cronyn et Linda Cronyn reçoit ce qui semble être des messages de la planète Mars. Ces messages, d'abord assez énigmatiques et constitués de formules mathématiques, deviennent peu à peu plus clairs, jusqu'à ce qu'il apparaisse qu'ils tentent de rendre compte de la vie et de la culture du peuple martien. 
La diffusion de ces échanges de messages provoque un choc culturel dans le monde entier. On apprend que Mars possède une civilisation idéale et que les textes reçus contiennent des citations bibliques impliquant que Dieu parle aux habitants de Mars. La religiosité connaît un nouvel essor et se répand sur la planète. 
En réalité, il s'agit d'un plan élaboré par un agent au service du communisme, aidé par le scientifique nazi qui a inventé l'appareil et qui a son propre agenda qui préfigure une dernière atrocité exécutée par lui, toujours convaincu par les idéaux nazis et aidé par les communistes qui rêvent de dominer le monde en étendant leur forme de gouvernement sur tous les peuples libres.

## Fiche technique
- Titre français : La Planète rouge[1]
- Titre original américain : Red Planet Mars[2]
- Réalisation : Harry Horner
- Scenario : Anthony Veiller, John L. Balderston
- Photographie :	Joseph Biroc
- Montage : Francis D. Lyon
- Musique : Mahlon Merrick
- Production : Anthony Veiller, Donald Hyde, Arthur Krim, Robert Benjamin, Charles Chaplin, Mary Pickford
- Société de production : Melaby Pictures Corporation, United Artists
- Pays de production :  États-Unis
- Langue originale : anglais américain
- Format : Noir et blanc - 1,37:1 - Son mono - 35 mm
- Durée : 87 minutes
- Genre : film de science-fiction
- Dates de sortie :
  - États-Unis : 15 mai 1952
  - France : après 1964

## Distribution
- Peter Graves : Chris Cronyn
- Andrea King : Linda Cronyn
- Herbert Berghof : Franz Calder
- Walter Sander : amiral Bill Carey
- Marvin Miller : Arjenian
- Orley Lindgren : Stuart Cronyn
- Bayard Veiller : Roger Cronyn